# USS Bagley (DD-386)
DD 386 Bagley (Корабль Соединённых Штатов «Бэгли») — американский эскадренный миноносец типа «Бэгли», головной в серии.
Заложен на верфи Norfolk Navy Yard 31 июля 1935 года. Спущен 3 сентября 1936 года, вступил в строй 12 июня 1937 года. Во время Второй мировой войны служил на Тихом океане.
Выведен в резерв 14 июня 1946 года. Из состава ВМС США исключён 25 февраля 1947 года.
Продан 3 октября 1947 года и разобран на слом.